# 让-保罗·萨特
让-保罗·夏尔·艾马尔·萨特（法語：Jean-Paul Charles Aymard Sartre；1905年6月21日—1980年4月15日），法國哲學家、劇作家、小說家、編劇、政治活動家、傳記作家、文學評論家。他是存在主義、現象學哲學的關鍵人物之一，也是20世紀法國哲學及馬克思主義哲學的領軍人物之一。他的思想、學說等也影響及社會學、批判理論、後殖民理論、文學研究。儘管試圖拒絕，他還是獲得1964年諾貝爾文學獎。他總是拒絕官方榮譽，並表示「作家不應該讓自己變成一個機構」。
萨特還因與著名女權主義者、存在主義哲學家、作家西蒙·德·波娃之间的開放式關係而聞名。两人一起挑戰了他們成長過程中的文化、社會假設和期望，他們認為這是資產階級的生活方式、思想。壓迫性的、精神上破壞性的一致性（mauvaise foi，字面意思是「惡意」）、「真實」的「存有」方式之間的衝突成為薩特早期作品的主要主題，這一主題體現在他的主要哲學著作《存在與虛無》（法語：L'Être et le Néant，1943年）。 萨特在其作品《存在主義是一種人道主義》中介绍了其哲学思想。（法語：L'existentialisme est un humanisme，1946年）。

## 生平

### 早期生活与思想

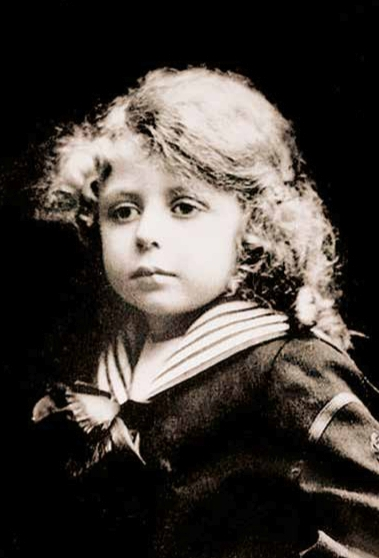
1910年的萨特

萨特于1905年6月21日生于法国巴黎的富裕阶层家庭，是家里的独子。他的父亲，让-巴蒂斯特·萨特是法國海軍工程师，母亲是安妮-玛丽·萨特（婚前姓史懷哲）。萨特的父亲在萨特1岁零3月時去世，他的母亲在丈夫去世后带着萨特前往阿尔萨斯，在做德文教师的外祖父家里生活，尽管他日后排斥上层阶级的生活方式，但祖父家裡的知识氛围让萨特在写作和文学上受益很多。四岁时，萨特由于角膜翳导致右眼斜视，这使得他的相貌在有的人看来有些丑陋。
萨特最初在蒙田公立学校上学，在祖父的要求下校长让萨特直接上8年级（最低年级是1年级预备班），但很快以基础太差而被要求从1年级开始就读。祖父则在一气之下让他退了学，请老师在家给他上课，这使得萨特接触同龄人的时间推迟了几年。10岁時萨特进入巴黎亨利四世公立学校，后来转到了拉罗舍尔公立学校，3年后，他又随外祖父重新就读亨利四世学校。在就读了2年后家里让他转到了路易大帝学校，可能因为后者的文科预备班較好。不久萨特考上了巴黎高等师范学校攻读哲学。在这期间，萨特读了笛卡尔、康德、柏拉图等人的主要著作。这对他后来有了不小的影响。巴黎高师每年有戏剧演出活动，这使萨特开始重新对戏剧喜好起来。并写了他的第一个独幕剧《我将有一个好的葬礼》。萨特在大学期间通过朋友关系认识了在索邦大学就读的西蒙娜·德·波伏娃，她后来被称为萨特的“终生伴侣”。当时他们都在准备中学教师资格考试。

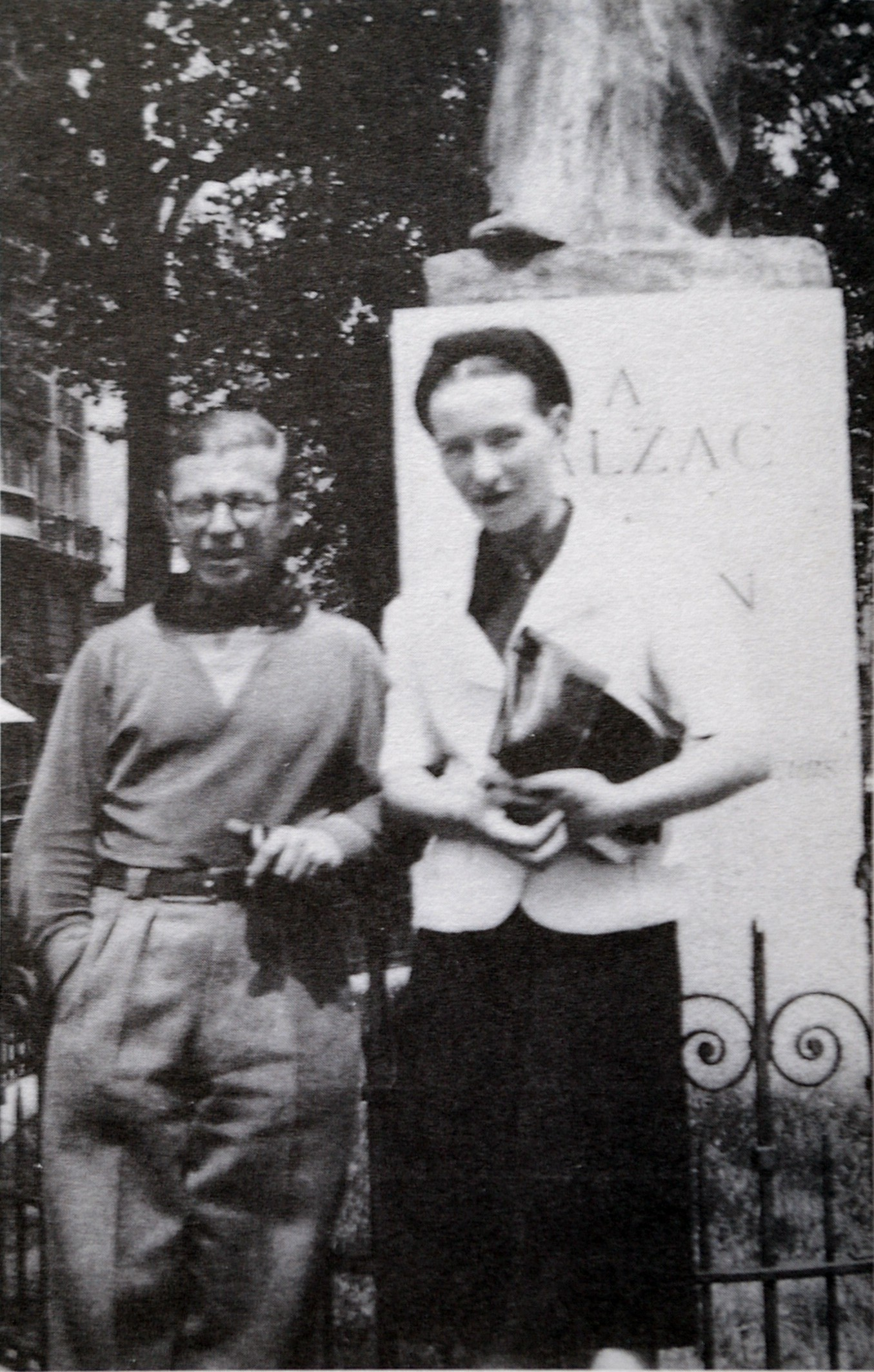
萨特与其情人西蒙·波伏娃在巴尔扎克纪念碑前的合影

1929年，萨特在一个气象台里服兵役，为期1年半。1931年4月，萨特去了法国北部港口城市勒阿弗尔，在高中教哲学，同时写作小说和哲学论文。
1933年，萨特前往柏林，进修胡塞爾的現象學。1934年，萨特在柏林写了《论自我的超越性》（或译《自我的克服》）一文。1936年又发表了《影像论》（或译《想像》）这是萨特对现象学研究后的论文。
1936年，萨特完成了一部关于偶然性的文学作品的第三稿。萨特将它定名为《忧郁》，起初这篇稿子被出版社拒绝。后又几经周折，在朋友的帮助下出版社终于又重新接受了这份作品。但名字受建议改为《恶心》（Nausea）。1938年4月，《恶心》由伽利玛出版社出版。虽然不是特别畅销，但评论界反应不错。
在小说《恶心》出版之前，萨特得到了出版社的几个短篇的约稿，于是《墙》、《艾罗斯特拉特》和《不自在》相继发表，而《房间》和《亲密》也都接近完稿。伽利玛出版社将《一个工厂主的童年》、《艾罗斯特拉特》、《墙》等其他几篇已经发表的小说合在一起，作为小说集《墙》出版。这本小说集非常受欢迎，萨特也真正的开始有名气起来。

### 二战期间
1939年，德国入侵波兰，法国和英国发布命令总动员，萨特在波尔伏的陪同下到指定地点集合。萨特先在南锡受训，然后調派到布鲁马斯，成了气象兵。他的工作是把观测到的风向通知炮兵连，其他时间则用来阅读和写作。1940年6月21日，萨特随部队转移到阿尔萨斯，在法德边境时被德军俘虏，那天是萨特35岁的生日。在萨特被俘几个小时后，法德之间的停战协议开始生效，这种偶然性如荒诞戏剧般在萨特身上重演。萨特开始被关在斯特拉斯堡和南锡之间的巴卡拉。8月中旬时，他被遣送至德国特里尔的一个战俘营。在战俘营期间，萨特读了马丁·海德格尔的《存在与时间》并撰写、组织了话剧《巴理奥纳》。最终他以眼睛有疾病根本不可能打仗为理由，使德军军官相信他不是士兵而逃出战俘营。萨特回到巴黎后创办了一个抵抗组织，名为“社会主义与自由”（法語：Socialisme et liberté）。起初萨特想和其他抵抗组织联合起来，但却被当作是“法奸”而遭拒绝。1941年萨特解散了这个组织，但在两年后萨特又获得了信任，重新加入了抵抗组织，为《法国信使报》和《法兰西文学》做工作。
1943年萨特完成并出版了他的哲学专著《存在与虚无》，仍由伽利玛出版社出版。萨特希望把自己多年对人与世界关系的思考写进这本哲学专著中。写作是在艰苦的环境下完成的，因为煤炭短缺和电力供应不足，萨特就到住所附近的花神咖啡馆，用乙炔照明来写作。书问世后在知识界引起了很大的反响，许多职业哲学家都关注着这本书。但《存在与虚无》从一开始就难以為学术界正统权威所接受，他们觉得这本书过于离经叛道，不能入哲学的殿堂。这本书在1945年战争结束后吸引了大量的读者，使得存在主义成为1950年代最具影响力的思潮，而这本书也被视为法国存在主义运动的奠基之作。
战争期间，萨特还完成了他的多卷本长篇小说《自由之路》（法語：Les Chemins de la liberté）第一、二卷。书名最初定为《魔鬼》，卷首语是：“我们是痛苦的，因为我们自由！”以后书名改为《自由之路》，并在“二战”结束前陆续完成了这本书的第一卷《理性时代》（又译《懂事的年龄》或《不惑之年》）和第二卷《延缓》（又译（缓期执行）。小说反映了第二次世界大战前夕法国的精神状态，但重点却在描绘主人公和情妇如何支配他们的自由：她是否应当流产，他是否要与她结婚。小说的前两部于1945年9月出版，第三部《心灵之死》（又译《痛心疾首》）则于1949年发表。第三部中政治和哲学色彩明显的变得厚重起来，使这小说的续集不是很成功。《痛心疾首》是萨特在抗德胜利之后创作和发表的，期间萨特在思想上、政治上、伦理上、与苏共和法共产生了分歧。他试图建立第三政治势力（革命民主同盟）的努力遭到失败后，不得不与法共既联合又斗争，思想上充满矛盾，政治立场暧昧不明。他的小说原构思为布吕内和重伤复员的马蒂厄联手领导战俘一起走向巴黎解放，共奏自由的凯歌，所以原题名《最后的机会》。但赞尼事件使他对法共极为失望，小说无法继续，戛然而止，只得将《最后的机会》更名为《痛心疾首》，在读者面前展示出一条望不到尽头的“自由之路”。
萨特对创造戏剧也充满兴趣，在这之前他只在战俘营写过《巴里奥纳》。1943年伽利玛出版社出版了题为《苍蝇》（法語：Les Mouches）的剧本。這个剧本是为了唤起法国人的自由意识，也是为了萨特当时一个叫奥尔加的情人。奥尔加当时在学演戏，希望萨特能为她写一本剧本。《苍蝇》取材于古代传说，但萨特对这个传说作了改造。剧本通过了德国的审查后在6月首次上演。演出得到了好评，并让奥尔加开始出名，但德国很快查觉了这部戏的含义，不久后便停止了演出。这次成功使萨特倍受鼓舞，并开始构思新的剧本。1944年，萨特的新戏《间隔》（又译《密室》）公演。这部戏只有三个演员，同时自始至终同时在舞台上。大致情节是：三个人，一男两女，他们死后被安排在一个房间裡。每个人都需要其中另一个人，而每一个又都妨碍另外两个人彼此依靠，最后终于没有任何一个人达到自己的愿望。这次演出大获成功，戏剧中的台词“他人，就是地狱！”成为萨特最为人熟知的一句话之一，萨特甚至受邀進行一个关于《间隔》的演讲。而后萨特又创造了一些戏剧，包括1946年《死无葬身之地》（法語：Mort sans sépulture，萨特战后的第一个剧本），1946年《毕恭毕敬的妓女》（法語：La Putain respectueuse，或译《可敬的妓女》，曾改编拍摄为同名電影），1948年《肮脏的手》（法語：Les Mains sales），1951年《魔鬼与上帝》（法語：Le Diable et le Bon Dieu，萨特本人非常喜欢这本剧本），1953年《基恩》（是对大仲马戏剧《基恩》的改编），1955年《涅克拉索夫》，1959年《阿尔托纳的死囚》（法語：Les Séquestrés d’Altona）。
在传记小说上，萨特于1944年完成《波德莱尔》（1947年出版），1949年完成《让·热内：戏子与殉道者》（Critique de la raison dialectique，1952年出版，该书原为让·热内一本书的序，完成时却长达578页，成为自有书籍史以来最长的一篇序）。

### 二战后的政治主张

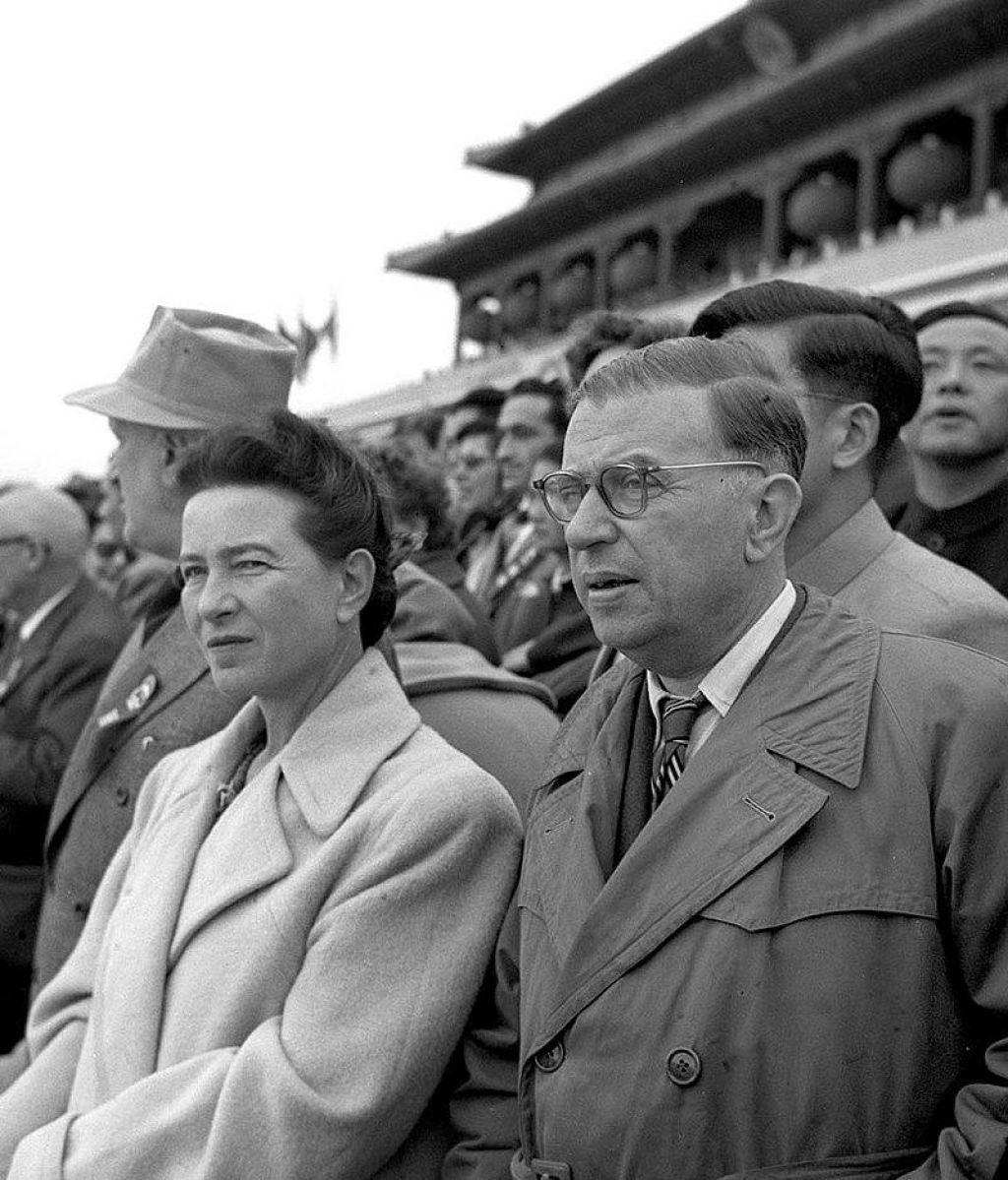
1955年，萨特与波伏娃在北京参加中华人民共和国建国6周年庆典。

第二次世界大战结束后，萨特主编了评论杂志《摩登时代》（法語：Les Temps modernes），编辑部成员有西蒙·波娃、雷蒙·阿隆、米歇尔·莱里斯、莫里斯·梅洛-龐蒂、阿尔贝·奥利维埃和让·波朗等。而后萨特开始被人称为存在主义者，并开始越来越出名。萨特并不喜欢这个称呼，后来则开始接受。1945年10月，萨特在现代俱乐部作了“存在主义是一种人道主义”（法語：L'Existentialisme est un humanisme）的演讲。演讲中萨特向公众阐明了些基本观点，指出存在先于本质：「我代表的無神論的存在主義宣稱如果世上沒有上帝，至少還有一個存在，一個先於本質的存在，一個在可透過任何觀念定義前便既存的存在，這個存在便是人，又或者像海德格尔所說的人的實在性。」萨特引用了俄罗斯作家陀思妥耶夫斯基的话“如果上帝不存在，任何事情都可能发生。”称这正是存在主义的出发点。而这时期，萨特关于文学的思想发生了变化，提出了“介入”的主张，认为作家须通过作品对当代社会、政治事件表态，从而保卫日常生活中的自由。并提出：我们必须为我们的时代而写作的口号。为了更系统地阐明自己的观点，萨特写了《什么是文学》一书，分6期连载于1947年的《现代》杂志上。萨特试图论证散文较之诗歌而具有的优越性，并提倡一种对作者与读者皆属自由行为的实用文学，宣称作家的责任在于塑造世界。1948年2月萨特接受邀请担任革命民主同盟（法語：Rassemblement démocratique révolutionnaire）执行委员，开始“介入”政治活动，但不久就和其领导人胡赛之间产生分歧并且日趋严重。第二年四月，萨特自己召开了一个革命民主同盟大会，在大会上宣布同胡赛对着干。而此时，萨特的政治立场介于左翼与右翼之间的第三条道路，因此倍受两方面的攻击。
1949年1月法国发生了“克拉夫琴科案”，1950年11月发生了“鲁塞案”，在这两起著名的案件中，萨特均站在了法共领导的《法兰西文学》的立场上，强烈谴责克拉夫琴科和鲁塞对苏联集中营制度以及各种反人类行为的揭露，指控他们为了抹黑苏联而不惜造谣。

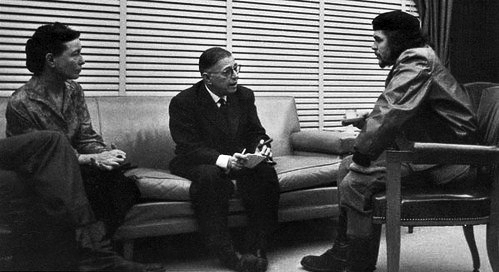
1960年，格瓦拉（右）在古巴会见萨特（中）与西蒙·波娃（左）

1950年代初期，萨特在政治上逐渐倾向共产党，成为共产党同路人。1952年夏，共产党人雅克·杜克洛被捕和6月4日发生的罢工失败，对萨特造成很大的刺激。萨特撰写并发表《共产党人与和平》试图说明共产党和工人间的关系，分析造成罢工失败的根源。文章分成三个部分，而到最后成了颂扬共产党的文章。萨特新的政治立场虽然得到编辑部大部分人的赞同，但仍导致一些人离开了《现代》杂志，其中包括梅洛-庞蒂。
1952年，阿尔贝·卡缪的《反叛者》一书由于宣扬“纯粹的反抗”、即反对革命暴力而导致了他和萨特的决裂。（另一说法是：《现代》杂志一个叫尚松写的关于《反叛者》的评论文章惹怒了卡缪，而卡缪却把这篇文章归怪罪到萨特身上。）
1954年5月，萨特应苏联作家的邀请，访问了苏联，后在法共机关报《解放报》上发表文章，宣称“在苏联，人们完全有批评的自由，我们的接触是非常广泛的、开放的和自由的。”并曾称：“反共的人是一条狗，我坚持这样看，我将永远这样看。”
1955年9月，萨特和波伏娃应邀到中国访问。对他来说中国是一个陌生的国度，而在中国，除了几个法国文学专家外，人们对萨特也几乎一无所知。11月2日，中国《人民日报》发表了萨特的文章《我对新中国的观感》，萨特在法国《观察家》上也发表文章《我所看到的中国》谈到他对中国的感受。
1956年苏联军队入侵匈牙利，萨特谴责了苏联军队和对干涉表示支持的法共领导，并与共产党决裂，但在政治倾向上仍然向左。1957年，《现代》杂志的匈牙利问题专期，萨特写了《斯大林的幽灵》一文反对苏联干涉。但他又认为，苏联仍然是血肉筑成的社会主义。1954年，萨特公开反对法国和阿尔及利亚的战争，支持秘密发行的出版物《为了真理》，并在《关于在阿尔及利亚战争中有权不服从命令的宣言》（主要内容是，法国士兵有权不服从命令，拒绝参加阿尔及利亚战争。因为签名者共有121人，所以又称为《121人宣言》）上签名，同时又发表《左派应该与阿尔及利亚民族解放阵线联合起来》的演讲，当局因此指控其“有害国家安全”。1960年2月下旬，在古巴最大的报纸《革命报》主编的邀请下萨特和波伏娃访问了古巴，称赞古巴“是一种直接的民主制”并感叹“这是革命的蜜月”。1960年8月，萨特和波伏娃应邀访问巴西，在里约热内卢大学直接对戴高乐和马尔罗作了抨击，受到了巨大的欢迎；也同时使得萨特被视为叛徒和法国之敌。退伍老兵在香榭丽舍大道游行，高呼“杀死萨特”。萨特回法国后不久就遭到了起诉，但因为其影响力而不了了之。之后萨特不断受到暗杀的威胁，但仍然坚持自己立场，并亲自上街参加游行和静坐示威。
1960年，萨特完成了他的第二部重要的哲学著作《辩证理性批判》的第一部分《实用整体理论》，第二部分则一直没有完成。萨特认为这本书讨论的哲学是马克思主义自己产生以后又抛弃了的地方。有人认为这是萨特试图使用存在主义和心理分析法来分析马克思主义辩证法，并阐述其可行性，因此萨特被视为马克思主义一个流派的代表人物。但在萨特晚年时，他又否认他这本书属于马克思主义，认为它只是在某些领域接近马克思主义。1963年，《现代》杂志发表了萨特的自传性小说《文字生涯》（Les mots；人民文学出版社有中文译本），很多人认为这本书标志着萨特又重新回到了文学上来，萨特在这本书里描述时间到他12岁、母亲再婚前的童年生活为止，萨特写这本书的另一个原因是因为他当时欠出版社一笔钱。1964年，萨特因为《文字生涯》获得了诺贝尔文学奖的提名，并最终获奖。萨特拒绝领奖，理由是他一向否弃官方的荣誉。但在晚年的口述中，他表示，拒领奖是因为它把作家和文学分等级。
1960年代，美国介入越南戰爭，萨特坚决反对越南战争，并以执行主席的身份参加了一个审判美国在越南的战争罪行的法庭，法庭的名誉主席是伯兰特·罗素。
1968年，苏联入侵捷克斯洛伐克；萨特发表谈话，称苏联人为战犯，表示与苏联彻底断绝关系。他原本暗示反对德国法西斯占领的剧本《苍蝇》、《肮脏的手》在捷克上演，成了反对苏联占领的代言，受到捷克人的热烈欢呼。1968年5月，法国大学发生了骚乱，反对越南战争和校规；萨特与波伏娃等人发表了支持学生的行动的声明，并前往大学发表演讲。5月风暴过后，萨特继续同左派分子保持联系，参加了无产阶级左派所办的报纸，并上街散发。1973年，萨特又担任了另一份左派报纸《解放报》的主编。

### 晚年生活与逝世

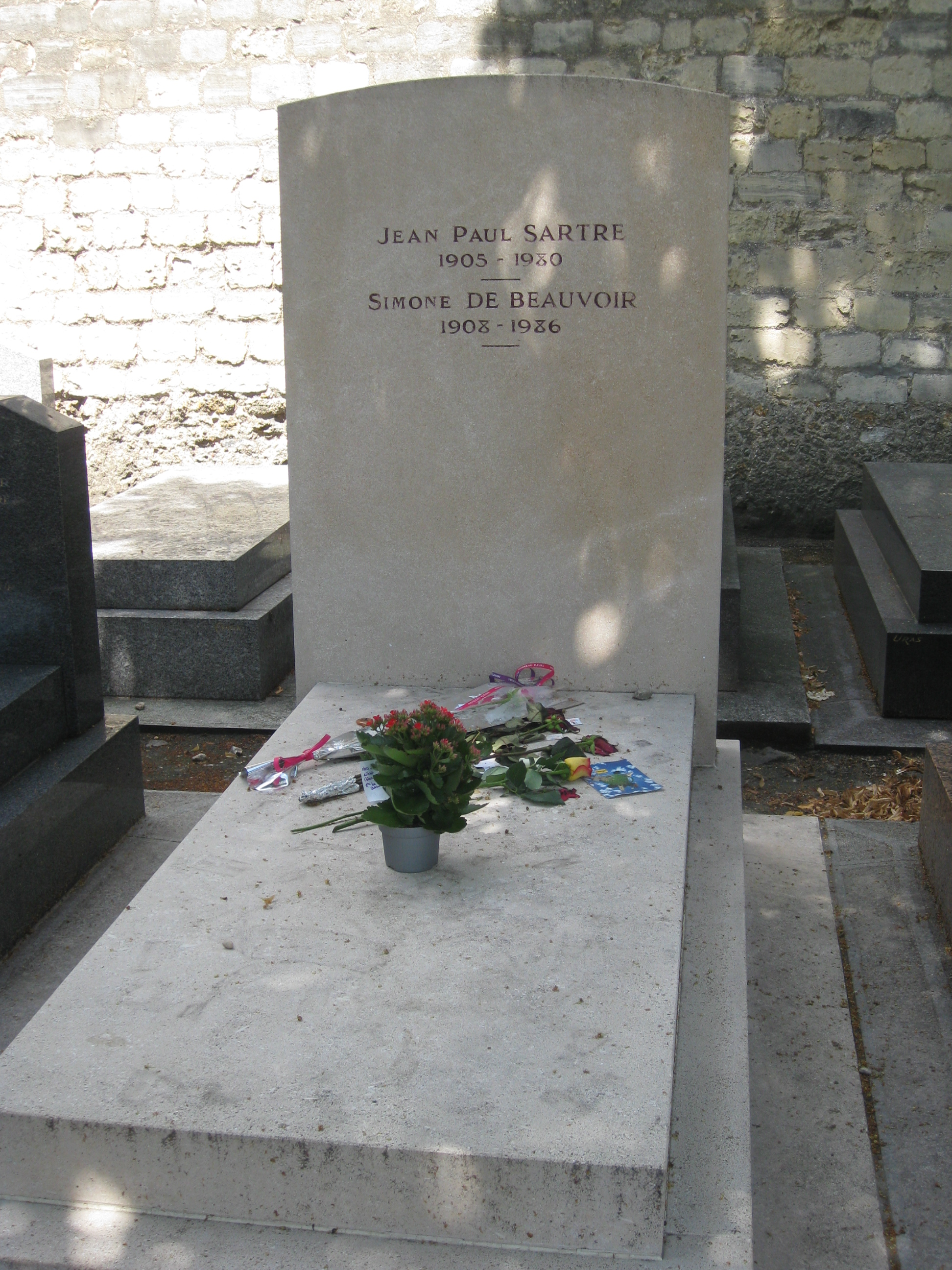
蒙帕纳斯公墓中萨特与西蒙娜·波伏娃的合葬墓

1970年代初，萨特的身体开始出现一些明显的症状，此时他正写《家中白痴——古斯塔夫·福楼拜》。1973年萨特的眼睛几乎完全失明，他的生活由西蒙娜·波伏娃和他的养女来照顾。萨特于1980年4月15日去世。他的“终生伴侣”西蒙·波娃在萨特去世后，以萨特最后10年生活为基础，写了回忆萨特的作品《永别的仪式》和萨特的书信集《致海狸和其他人》。海狸是萨特对西蒙娜·波伏娃的爱称。
日常生活中萨特喜欢看电影、听爵士乐，他还经常在巴黎街头的咖啡店里写作，他一生保持着这个习惯。他平时的生活放荡不羁，尝试过迷幻剂和安非他命。他常常住在朋友家里，并与很多女性有过暧昧关系，其中很多女性一直接受他在生活上的支助直到萨特去世。但同时萨特从未断绝同爱人西蒙娜·波伏娃的关系，他们互相订立著名的「兩年契約」經常扩期，儘管西蒙娜·波伏娃在1947年的美國之旅結識的美國作家艾格林，雙方維持三百多封的「越洋情書」（Lettres à Nelson Algren）。西蒙娜·波伏娃死后和萨特一起合葬在巴黎蒙帕纳斯公墓。萨特是“左岸”知识分子中著名的中心人物，但后来却跟他许多昔日的老友发生争执，如雷蒙·阿隆、阿尔贝·卡缪、亚瑟·凯斯特莱以及莫里斯·梅洛-庞蒂等。而五十年代积极的政治活动，又使他赢得了“世界良心”的声誉。同时萨特最终也没有得到学院派的承认，他是法国第一位、也是唯一一位声名如此显赫而除了在中学执过教却从未进入高等学府正式任教的哲学家。
萨特的作品是存在主义哲学的代表（但他自己并不是很乐意得到这个“标签”）。其他的存在主义哲学家有索伦·克尔凯郭尔、弗里德里希·尼采、海德格尔（但海德格尔本人很讨厌人们将他和萨特都称为存在主义者，明确表示两者完全不是一回事）以及阿尔贝·卡缪。虽然齊克果是有神论者、神学家，而尼采和萨特都是无神论者，存在主义者在诸如个体的自由，选择的重要性，承担作为真实的人类存在的义务，人类生命除人类所赋予的以外没有其他意义等观点上观点都基本相同。  

## 哲学理论和重要概念

### 存在主义
萨特的存在主义是一种激进的自由意志主义。这种理论和决定论相对，认为人类有绝对的自由。“上帝已死”，这一尼采的名言可以看作萨特哲学的一个基本前提。这个前提的第一个后果是在人的身内身外，都无法找到可以依托的东西。如果确实是存在先于本质，人就不能用一种天生的现有的人性来解释自己的行动。也就是说，没有决定论，人是自由的。第二个后果是，在抛弃了上帝这一假设之后，没有什么能提供使我们的行为合法化的价值或者命令，因此人无法为自己辩解或者推卸责任。这就是萨特说“人是被判定为自由”时想要表达的意思。因为一个人并不是自愿存在于世的，然而一旦存在，他就是自由的；但同时他要对自己所做的一切负责。
“上帝已死”虽是萨特哲学的一个基本前提——但跟同时代的西方作家一样，在其的思想中也带有“上帝”的影子。有学者认为，其是“反有神论”者，而不是持“无神论”。随之而来的问题可以借俄国作家陀思妥耶夫斯基在《卡拉玛左夫兄弟》一书中提出的问题“如果没有上帝，那么所有事情都是允许的。”这句话来表达。要理解萨特的自由，我们要知道另外两个重要的概念：“自在”（l'en-soi），或自在的存在；“自为”（le pour-soi），自为的存在。“自在”是“是其所是”，“自为”是“是其所不是”。举一个例子，刀子的存在是为了切割东西，它的存在有一个目的；然而人类的存在并没有任何目的――因为“上帝已死”――所以人类要为自己的存在创造价值，因此“存在先于本质”。人是面向未来，具备无限可能的“自为”主体，而不是封闭的。萨特又提到了“焦虑”和“眩晕”。萨特认为，人们感到焦虑，恰恰是因为人们的自由，人们感到了自由，但是无从选择。比如一个大学三年级的学生面临攻读研究生和就业之间的选择。他不能依赖任何东西作出选择，包括上帝，这样便没有任何因素使得他的选择成为一个必然。继续学业或就业，一切都要靠自己。而“眩晕”则是“焦虑”的一种，人们在悬崖旁感到眩晕，是因为他意识到自己可以选择自杀――跳下去，而跳与不跳都由一个人自己决定。这是人类自由的表现。在“眩晕”这个例子裡面，我们可以看到萨特的另外一个重要概念：“超越性”。超越性表现在人类在有多个选择的时候可以设想每个可能的后果，这样人类能够自己做出选择。
萨特的另外一个概念是所谓“错信（mauvaise foi）”。他把“错信”描述为“半透明状态”，他对错信的描述可以跟其对潜意识的反驳联系起来理解，错信不能仅仅理解为自己欺骗自己，因此，通行的"自欺"是一个有问题的译法。他否认潜意识的存在，以为不过是一种“错信”。这也可以跟其对“本质”，“中心”的反感联系在一起。他不认为存在什么超验的“本质”，因而人是“必然自由”的。他认为错信是人对自己的自由的逃避和否定造成的。一个著名的例子是：一个女人和一个男人约会，女人很清楚男人怀有亲近她的企图。因为她的自由，她必须在顺从和拒绝之间做出选择，可是她故意否定自己的这个自由，男人说的每一句话，她只理解其中的表面含义。
|                             | 她不想理解人家对她说的话的言外之意，如果人家对她说：“我如此的钦慕您”，她消除了这句话深处的性的含义……与她说话的人在她看来似乎是真诚和恭敬的，就和桌子是圆的或方的，墙纸是蓝的或灰的一样。 |
| ——. 三联出版社. 1998: p.90. | |

另外一个随之而来的问题有关人类的责任。一个人在做出选择的同时，他也向其他人推荐他的选择。他有选择的自由，也就要为所有的后果承担责任。一个例子是在二战时期的某个法国家庭裡，父亲为德国人工作，两个儿子中大儿子去世了，小儿子留在母亲身边。小儿子知道自己对母亲非常重要，不能离开她。但是另一方面，作为一个法国人，他希望到英国参加法国的抵抗力量，解放自己的祖国并为哥哥报仇。这样，小儿子陷入了一个进退两难的境地，他去问萨特，而得到的回答是，你自己选择，无论后果如何，你都要为其承担责任。晚期，他的思想有所改变，把目光更多的放在社会这个宏观的层面上。也开始承认，自由本身是有所限制的，要人为自己的行为负责，也是难以实现的。他尝试对马克思哲学进行改变，把马克思哲学和人学联系起来。其思想内容比较丰富，若想全面理解，还需要对海德格尔对“存在”的分析和胡塞尔的“意向性”结构分析进行研读。而对物质世界，他持一种模糊的，但又直接的实在论观点。他受过德国哲学的熏陶，行文上颇为晦涩。其哲学具有鲜明的个人特色。

### 虛無
“虛無”（nothingness）是人的意識作為「對己存有」（For-Itself）之根本特質，人在朝向未來，投射出理想的自我之時，他便不再只是當下的自己，這時，他從理想的狀態回頭看自己，而否定眼前的自己。
否定自己，就是將眼前的自己虛無化。但是，人們藉以否定當下狀態的理想既然尚未實現，所以也是一種虛無。如此一來，人生徹頭徹尾都由虛無所貫穿。然而，虛無不表示否定生命的意義。
相反地，薩特認為，這樣才能肯定人之為人的意義。因為，假若人只是固定不變的物體，則他將任人擺佈，這難道不是對人最大的否定嗎？或許我們用「缺乏」（lack）來解釋「虛無」的涵義會更為恰當。當人心中有個理想，因而對照出現狀的種種缺失時，他就是處於一種「缺乏」（lack）的狀態。

### 自己創造自己
薩特在《存在主義是一種人道主義》一文指出，人的存在，是自己創造自己。
|                                  | ……人首先存在，碰到各種遭遇，世界起伏不定，然後限定自己。因為，人在開始時一無所有，只是後來才成為甚麼。 |
| ——薩特《存在主義是一種人道主義》 | |

|                                  | ……因此無所謂人性，因為沒有上帝去創造這個概念，人赤裸裸地存在。他不是想像中（conceive）的自己，而是意欲（will）成甚麼才是甚麼；他存在之後，才能想像他自己是什麼，這是在他躍進存在之後意欲的（what he wills himself to be after this thrust toward existence），人除自我塑造之外甚麼也不是。（Man is nothing else but what he makes of himself.） |
| ——薩特《存在主義是一種人道主義》 | |

### 對他存有（Being-for-others）
對「我」來說，其他的人就像一個賊，要將「我」的世界偷去，將我納入他們的軌道中，成為一個「在己存有」（being-in-itself），成為一個對象或東西。於是，我不再是一個自由的主體，而是他人的奴隸，從一個「對己存有」（being-for-itself）墮落為一個在己存有。我怎樣重新得到自己的自由，得到自己的主體性呢？
在此唯一的辦法是：將他人對象化。如果他人只是對象（object），是在己存有，那麼我就不會成為他的對象了。我可以通過我的「看」（look，眼光），將他人的世界粉碎，將他人的自由去除。但這樣的做法，是不能一直成功的，因為他人的存在是一項無法化除的事實，他人不是我所造出來的，而是我所遇到的。他人留在那裏，威脅着我，隨時用他的「看」（look，眼光）來作為反擊。
終於，人際關係成為一種互相對象化的循環；這是無可避免的事。我藉着將他人對象化來肯定自己，然後他人又將我對象化來肯定他自己，然後我又將他人對象化來肯定我自己……如是下去，沒有了時。故薩特認為，人際衝突與交通失敗是必然的結果。
人不僅要將他人（Other）作為一種事物對象來支配，且要將他人（Other）作為一個自由的存有（對己存有）來支配。換言之，人既要把他人（Other）作為一個自由的存有來佔有。這是人的一種極大的欲望（desire）。我們志不只在他人的身體（作為在己存有的身體，Body），還在於他人自己。
例如在戀愛的愛撫（caress）行為中，我們所「得到」的，並不像吃了一個蘋果之後的「得到」，但我們仍然要愛撫，仍然期望在愛撫的行為中有所得。照薩特看法，愛撫（caress）是我們期望自己能將他人同一（identify）的一種行為。
然而，所有這些要「佔有他人」的目的，終歸是會失敗的。因為這些目的本身都有矛盾。在人與人的關係中，每一個人都要自己支配他人，將他人佔有。但當每一個人都要這樣做時，人又無法不同時變成他人的對象（object），為他人所佔有。此所以「佔有他人」這種目的終歸會失敗。
在薩特的筆下，人與人之間「你看我，我又看你」的情形是有其特殊的哲學意義的。既然當一個人發覺自己正被他人的眼光看着的時候，他就會覺得不安，他變成了別人的對象，為別人所佔有；於是，為着要重新肯定自己，他就反看（look back）那個看他的人，重新將那人轉化為自己的對象，只有這樣他才能再次覺得自由。
結果，人際關係就只是在鎮壓他人（sadism）與被他人鎮壓（masochism）的情況中轉來轉去。人和人之間沒有真正的交通，每個人都看不見對方，只是孤獨地自我掙扎以成就自己的自由。

### 存在者的五種處境
薩特的人生哲學討論了存在者面對的五種處境（situation）：
1. 我的位置（My place）
2. 我的過去（My past）
3. 我的周圍（My environment）
4. 我的死（My death）
5. 我的同胞（My fellowman）

薩特並用「鎖鏈下的奴隸」的故事說明人的處境（《存在與虛無》第4部分，第1章，II）。
鎖鏈下的奴隸是自由的，他可以立志砸斷鎖鏈，這意味著：「鎖鏈的意義本身，是根據他選擇的目的而顯現」；“選擇”繼續當奴隸，或者“選擇”冒最大的危險，跳出奴隸的地位。
當然，奴隸將不能獲得主人的財富和生活水準，但是這些不會是他的謀畫的對象。他只能夢想擁有這些財富，他的現實性（facticity）就是世界以另一個面貌向他顯示出來，以致於他應該面對，和解決不同的問題。特別是，他必須從根本上在奴隸的地位上自我選擇，甚至因此給這種「微賤的拘束」一個意義。
舉例說，他“選擇”了反抗，那麼「奴隸的地位」對這種反抗來說，自始就不是一種障礙，它就只能透過反抗方可獲得其意義和伴隨的逆境。
因為反抗和在反抗過程中死去的奴隸的生命是自由的生命（free life），因為一個自由謀畫（free project）而啟發的處境（situation）是充實的和具體的，因為這個人生迫切和首要的問題是：「我能否達到我的目的？」是因為所有這些，奴隸的處境與主人的處境是不可比較的。兩者中的任何一種環境事實上都只能對在處境中的對己存有（for-itself）來說，並從對己存有（for-itself）對其目標的自由選擇（free choice）出發，才可獲得其意義。
對己存有（for-itself）是有時間性的（temporalization），這意味著他本來「一無所有（it is not）」，他「自己創造自己」。在單一個自由謀畫中堅持不懈，並非永不改變該謀畫。相反，我們看到，我從事的謀畫可以永恆不斷的更新。「人除了自我塑造之外什麼也不是。」（Man is nothing else but what he makes of himself.）

## 性虐待指控
1993 年，法国作家比安卡·兰布兰在她的书《一个精神错乱的年轻女孩的回忆录》（Mémoires d'une jeune fille dérangée ，以《可耻的事件》为英文出版）中讲述了她曾被萨特和波伏娃性剥削的经历。兰布兰声称，在莫里哀中学读书时，她曾被老师波伏娃性剥削，一年后，波伏娃将她介绍给了萨特。比安卡写下 《回忆录》 是为了回应让-保罗·萨特于 1990 年出版的《给卡斯特和其他朋友的信》（ Lettres au Castor et à quelques autres: 1926–1963 ），她指出，她在该书中被称作路易丝·韦德里娜 (Louise Védrine)。 
萨特和波伏娃经常采用这种模式，波伏娃会引诱女学生，然后把她们交给萨特。  

## 文学创作
萨特用多种文学形式进行了成功的创作，并对文学批评和自传文学做出了重要的贡献。他的剧本作为传达其哲学的一种手段具有丰富的象征意义，著名的台词“他人即地狱” （L'enfer, c'est les autres）即出自于其中之一的《间隔》（法文：Huis-clos，又译《禁闭》）。除了《恶心》外，萨特的另一部主要小说是《通往自由之路》三部曲，其中描述了第二次世界大战对他的思想发展产生的影响，并提出了一种不那么理论化、更实践的存在主义方法。

## 作品

### 在台灣的出版
- 沙特/著，劉載福/譯，《沙特論》，台中市：普天，1968年。
- 譚逸/譯，《沙特自傳》，台北市：志文，1970、1987年。
- 不著譯者，《伊樂斯特拉上士》，台北市：十月，1969年。
- 鄭臻、梁秉鈞/譯，《當代法國短篇小說選》，台北市：晨鐘，1970年。
- 何欣/主編，《從存在主義觀點論文學》，台北市：環宇，1971年。
- 瞿立恒等人/譯，《存在主義論集》，台北市：十月出版社，1971年。
- 張靜二/譯，《沙特隨筆》，台北市：志文出版，1980年。
- 張靜二/譯，《沙特隨筆：一九六四年諾貝爾文學獎得主》，台北市：志文出版，1995年。
- 張靜二/譯，《沙特隨筆》，台北市：志文出版，1999年。
- 顏元叔/主編，《沙托戲劇選集：蠅、無路可出、可敬的娼妓》，台北市：驚聲文物，1970年。
- 陳映真/編，《阿息涅的國王、嘔吐、牆》，台北市：遠景，1981年。
- 陳惠美/譯，《沙托戲劇選集》，台北市：驚聲文物供應公司出版，1982年。
- 陳鼓應 等/譯，《沙特小說選》，台北市：志文，1988年、1991年。

## 外部連結
- 倪梁康：〈薩特：自我的超越性〉（页面存档备份，存于）（2002）